# Graptopetalum
Graptopetalum is een geslacht van succulenten uit de vetplantenfamilie. De soorten komen voor in Mexico en in Arizona.

## Soorten
- Graptopetalum amethystinum
- Graptopetalum bartramii
- Graptopetalum bellum
- Graptopetalum filiferum
- Graptopetalum fruticosum
- Graptopetalum glassii
- Graptopetalum grande
- Graptopetalum macdougallii
- Graptopetalum marginatum
- Graptopetalum mendozae
- Graptopetalum occidentale
- Graptopetalum pachyphyllum
- Graptopetalum paraguayense
- Graptopetalum pentandrum
- Graptopetalum pusillum
- Graptopetalum rusbyi
- Graptopetalum saxifragoides
- Graptopetalum superbum

Adromischus · Aeonium · Aichryson · Chiastophyllum · Cotyledon · Crassula · Diamorpha · Dudleya · Echeveria · Graptopetalum · Greenovia · Hylotelephium (Hemelsleutel) · Hypagophytum · Jovibarba · Kalanchoe (Kalanchoë) · Lenophyllum · Monanthes · Orostachys · Pachyphytum · Perrierosedum · Phedimus (Vlak vetkruid) · Pistorinia · Prometheum · Pseudosedum · Rhodiola · Rosularia · Sedum (Vetkruid) · Sempervivum (Huislook) · Thompsonella · Tylecodon · Umbilicus · Villadia